# Lobnja
Lobnja (Russisch: Лобня)  is een stad in de oblast Moskou, Rusland, 30 kilometer ten noordwesten van Moskou.

## Geschiedenis
Lobnja werd gesticht in 1902 en kreeg in 1961 stadsrechten.

## Geboren
- Michail Misjoestin (1966), Russisch politicus (premier van Rusland).